# 오구즈 튀르크

11세기 후반 셀주크 제국의 강역

오구즈(Oghuz, Oğuz 오우즈) 또는 투르크멘(Turkmen)족은 중세에 존재하던 튀르크계 유목민족의 한 분파였다. 온-오구즈라고도 불린다. 이들은 8세기에 중앙아시아 투르키스탄 지역에서 연맹을 구성하였고 6세기부터 서쪽으로 이주하기 시작하였다. 이때 여러 부족이 이슬람교를 받아들였고 이후 셀주크 왕조를 성립시키기에 이른다. 6세기부터 독립적으로 활동하여 오구즈 투르크로서 정체성을 가지던 것으로 추정되며, 오스만 튀르크의 주요한 조상 민족이 되었다.

## 같이 보기
- 튀르크인
- 셀주크 제국
- 오구즈어파